# Leptura mimica
Leptura mimica là một loài bọ cánh cứng trong họ Cerambycidae.